# إيسيإي توني
إيسيإي توني (باليابانية: 戸根 一誓) (مواليد 22 مايو 1996) هو لاعب كرة قدم ياباني.

## وصلات خارجية
- إيسيإي توني على موقع رابطة كرة القدم اليابانية للمحترفين (اليابانية)
- إيسيإي توني على موقع قاعدة بيانات كرة القدم.إي يو (الإنجليزية)
- إيسيإي توني على موقع Soccerway.com (الإنجليزية)
- إيسيإي توني على موقع عالم كرة القدم.نت (الإنجليزية)